# 石奮
石 奮（せき ふん、紀元前219年 - 紀元前124年）は、前漢の人。父は趙の人だったが趙が滅んだため河内郡温県に移り、その後長安の戚里、茂陵の陵里と移住した。高祖劉邦から武帝の代まで仕えた。また「万石君」と呼ばれた。

## 略歴
高祖劉邦が項羽と戦っている際、河内を通過し、そこで15歳だった石奮が小吏となって高祖の側仕えをした。高祖は彼の恭しさを愛し、親戚の有無を尋ねた。石奮は「母がおりますが不孝にも失明しております。姉がいて瑟（こと）を奏でることができます」と答えた。高祖は姉を召して美人（後宮の女性）とすると共に、石奮を中涓として文書や名刺を受け取る役にした。家は長安の戚里に移した。
石奮は功労を積んで文帝の時に太中大夫となった。学問は無かったが、恭しく仕える事にかけては並ぶ者がなかった。東陽侯張相如が太子太傅であったが罷免された際、後任として皆石奮を推薦したので、太子太傅となった。景帝が即位すると、石奮は九卿となったが、憚られて諸侯王の相に遷った。石奮の子4名は皆孝行や恭しさによって二千石の官僚となっており、景帝は「石君と4人の子は皆二千石となっている。人臣の尊寵が石家の門に集合している」と言った。そこで、二千石が5人であったので、石奮は万石君と呼ばれるようになった。
景帝の末年、石奮は老年であったことから引退して上大夫の禄を支給され、朝廷の行事に出席することとなった。子孫に過失があった場合、直接は責めずに食事を取らず、そこで子供たちがお互いに責めあい、長老の口利きで肌脱ぎして謝罪してやっと許された。子孫で冠を被る者がいると、宴会であっても冠を着けた。皇帝が食事を賜ると、まるで皇帝の前に居るかのように必ず頭を垂れ平伏して食事した。葬式を執り行う際は大変悲しんだ。子孫も彼の教えに従った。万石君の家の孝行や恭しさは全国でも有名となり、斉や魯の儒者でさえも及ばないほどであった。
武帝の建元2年（紀元前139年）、儒者の郎中令王臧らが失脚すると、太皇太后竇氏は実質の無い儒者よりも言わずして実行する万石君の方が良いと考え、石奮の長男の石建を郎中令、末子の石慶を内史とした。
石建も髪が白くなる年齢だったが、石奮は病気も無く元気だった。石奮は茂陵の陵里に移住した。ある日、内史石慶が酔って帰宅する時に車から降りずに外門に入った。それを聞いた石奮は食事を取らず、石慶が肌脱ぎして謝罪しても許されず、兄の石建や一族皆が肌脱ぎして謝罪した。石奮は「内史は貴人であり、里に入れば里の長老も皆走って逃げるものであるのに、内史が車の中で何もせずにいて良いものなのか！」と叱責した。以後、石慶たちは里の門をくぐると、小走りで家まで行くようになった。
元朔5年（紀元前124年）に死亡した。享年96。石建も号泣し杖をついてやっと歩けるほど悲しみにくれた。一年余り後に石建も死亡した。石慶は後に丞相に至った。